# Treno a levitazione magnetica

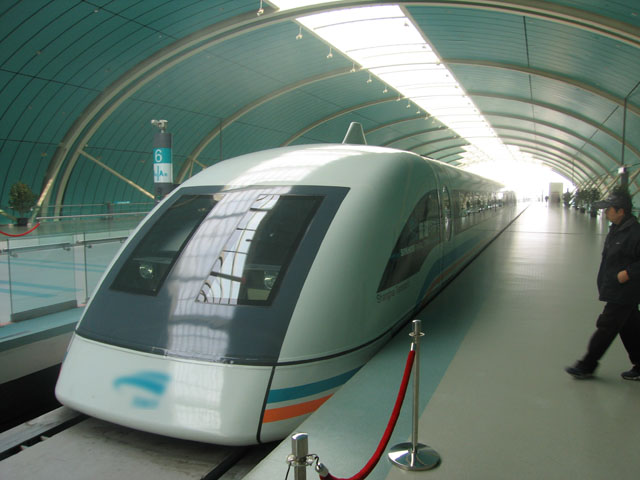
Maglev Transrapid di Shanghai, operante

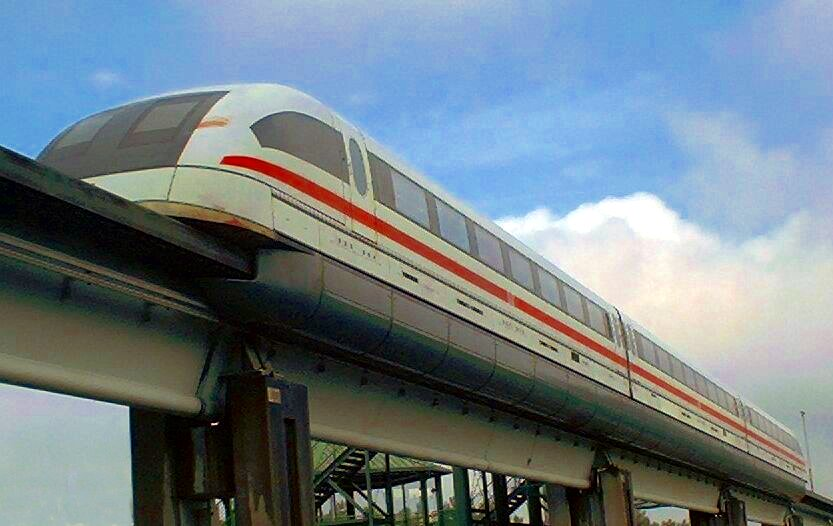
Treno Maglev in Germania, non più operante

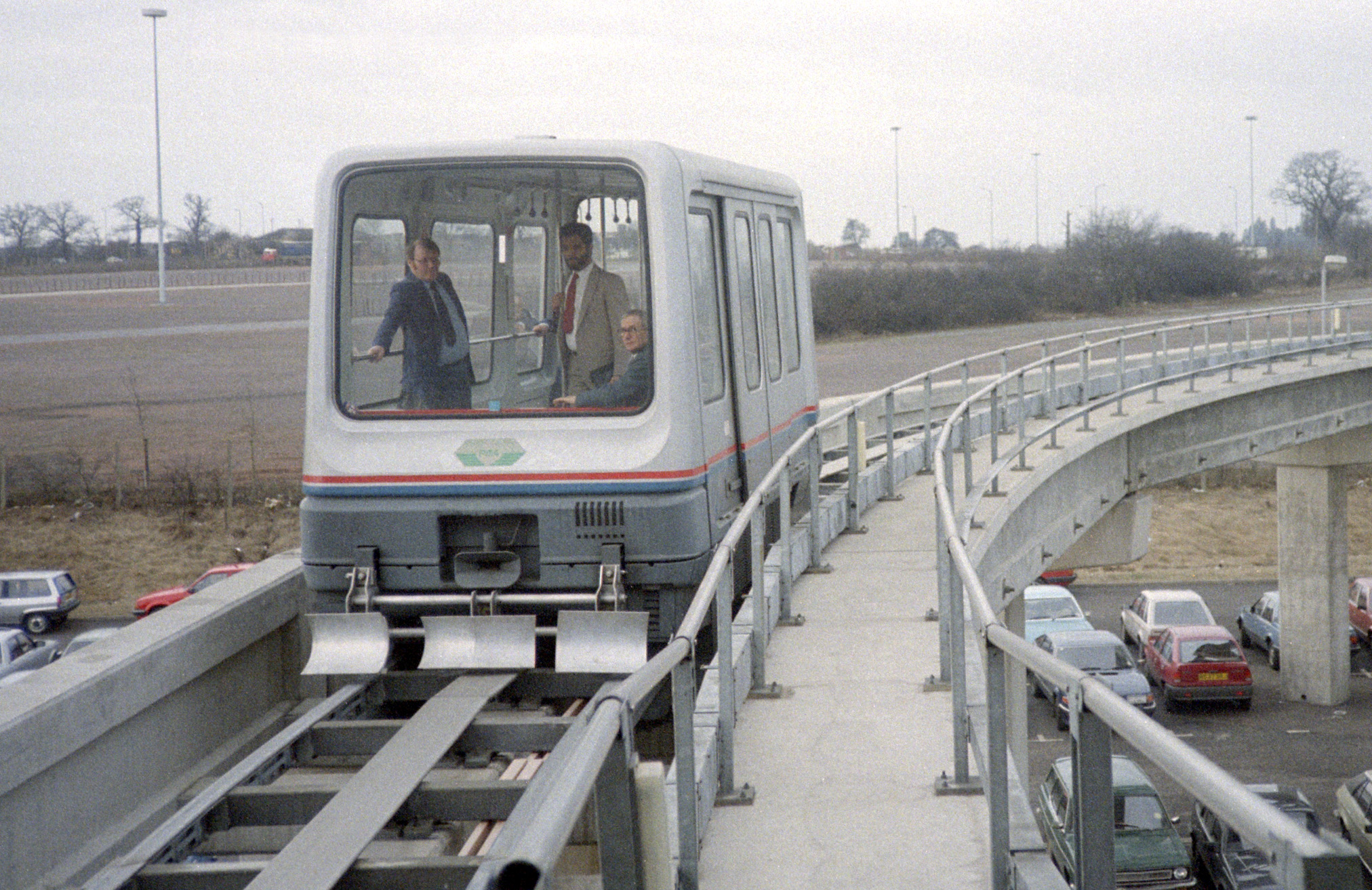
Birmingham International Maglev, non più operante

Un treno a levitazione magnetica o Maglev è un tipo di treno che viaggia senza toccare le rotaie per mezzo della levitazione magnetica.
La repulsione e l'attrazione magnetica vengono utilizzate anche come mezzo di locomozione. Dato che il convoglio non tocca le rotaie, l'unica forza che si oppone al suo moto è l'attrito dell'aria, il che consente ai Maglev di viaggiare a velocità elevatissime (fin oltre i 600 km/h) con un consumo di energia limitato e un livello di rumore accettabile.
Sebbene la velocità dei Maglev consenta loro di fare concorrenza all'aereo anche nei lunghi percorsi, gli alti costi per la realizzazione delle infrastrutture ne hanno limitato finora l'utilizzo a brevi tratte molto frequentate. Attualmente esistono solo sei tratte Maglev operanti al mondo (tre in Cina, due in Corea del Sud e una in Giappone), tutte brevi e su tratte molto frequentate, la principale delle quali si trova a Shanghai (Cina) e collega la città con l'aeroporto (33 chilometri in 7 minuti e 20 secondi, velocità massima di 501,5 km/h e una velocità media di 250 km/h).

## Tecnologia
Le tecnologie che si possono usare per realizzare un MagLev sono due:
- Sospensione elettromagnetica (EMS): utilizza elettromagneti convenzionali montati sull'estremità di una coppia di strutture poste sotto il treno che avvolgono i fianchi e la parte inferiore della guidovia. I magneti, attirati verso i binari laminati in ferro, sorreggono il treno. Questo sistema però è instabile, perché bisogna controllare costantemente la distanza tra il treno e il binario, che deve essere sempre di 1 cm.
- Sospensione elettrodinamica (EDS): il treno ottiene la levitazione sfruttando le polarità opposte dei magneti del veicolo e gli avvolgimenti siti sul binario, o viceversa. La forza repulsiva si sviluppa in conseguenza del movimento del veicolo e non è attiva a veicolo fermo. Un esempio di treno basato su tale tecnologia è il JR-Maglev, che utilizza materiali superconduttori raffreddati fino a 20 K circa, montando a bordo refrigeratori e criostati; un altro esempio è il sistema inductrack che utilizza magneti permanenti anziché avvolgimenti superconduttori, questa tecnologia rende il veicolo totalmente passivo.

È allo studio, e sperimentalmente già realizzata, la tecnica di refrigerazione a elio liquido, in grado di raggiungere una temperatura pari quasi allo zero assoluto (a soli 0,2 K dallo zero assoluto).
Un'altra tecnica è quella che prevede l'indirizzamento di un flusso fortemente accelerato di protoni verso il magnete permanente (quello ancorato al carrello) tale da accrescerne in maniera esponenziale il campo magnetico. Tale tecnica presenta il vantaggio di poter impiegare magneti più piccoli e leggeri e quindi meno costosi, vi è però un aumento del consumo di energia elettrica.
Giappone e Germania sono paesi molto attivi nella ricerca sui Maglev e hanno prodotto degli approcci al problema differenti. In un progetto il treno levita grazie alla forza repulsiva dello stesso polo magnetico e si muove grazie alla forza attrattiva che si sviluppa tra due poli opposti: il treno è mosso da un motore lineare posto nel tracciato o nel treno (o in entrambi); gli induttori magnetici di grandi dimensioni sono installati nel tracciato e questi generano il campo magnetico necessario a sostenere il treno e a farlo muovere. Alcuni commentatori hanno fatto notare che la realizzazione di infrastrutture ferroviarie basate su questa tecnologia sarebbe estremamente costosa.
Magneti fissi basati su elettromagneti o magneti permanenti sarebbero instabili per il teorema di Earnshaw. D'altra parte magneti diamagnetici e a superconduttori non possono mantenere stabile un Maglev. Gli attuali sistemi Maglev sono stabilizzati da elettromagneti gestiti elettronicamente, molto pesanti e che richiedono elevate quantità di corrente elettrica. Il peso di un grande elettromagnete è una componente importante di un progetto per un Maglev: un campo magnetico molto intenso è necessario per far levitare un pesante treno e la ricerca convenzionale sui Maglev punta a utilizzare superconduttori per realizzare elettromagneti efficienti. Gli effetti di un intenso campo magnetico sul corpo umano sono in gran parte sconosciuti. Per la sicurezza dei passeggeri potrebbe essere necessario aggiungere degli schermi contro i campi magnetici. L'idea è semplice, ma la progettazione dal punto di vista ingegneristico è molto complessa.

### Inductrack
Un nuovo sistema forse più economico dei sistemi convenzionali è chiamato inductrack. Questa tecnologia è stata sviluppata dal fisico Richard F. Post del Lawrence Livermore National Laboratory e si basa sull'utilizzo di elettromagneti non alimentati (passivi) e di magneti permanenti. La teoria si basa sull'utilizzo delle correnti indotte dai magneti permanenti negli elettromagneti quando questi attraversano, in movimento, le linee di campo prodotte dai magneti permanenti. Questa tecnologia necessita di corrente solamente durante il movimento del mezzo e la quantità necessaria è direttamente proporzionale alla velocità del mezzo. Nel prototipo i magneti permanenti erano montati sul carrello orizzontalmente per l'altezza e verticalmente per la stabilità. I magneti e il carrello non sono alimentati se non per dare velocità al carrello. Inductrack venne sviluppato originariamente per creare un motore magnetico che immagazzini energia attraverso il movimento del carrello. Con delle leggere modifiche al progetto la linea originale che era un cerchio chiuso è stata estesa per diventare una retta.
L'inductrack utilizza per stabilizzarsi degli Array Halbach, un insieme di magneti permanenti che stabilizzano il movimento nelle linee di forza magnetiche senza bisogno di elettricità; questi elementi infatti incrementano il campo magnetico da un lato, cancellandone la presenza dal lato opposto. Gli Array Halbach vennero sviluppati originariamente per stabilizzare il fascio degli acceleratori di particelle, inoltre generano un campo magnetico solo dal lato rivolto verso la pista, riducendo i potenziali effetti indesiderati subiti dai passeggeri.
Alcune agenzie spaziali, fra le quali la NASA, stanno effettuando ricerche sui Maglev per sviluppare un metodo economico di lanciatore spaziale. Le agenzie spaziali vorrebbero sviluppare dei Maglev talmente veloci da superare la velocità di fuga terrestre: utilizzare un Maglev per accelerare un carrello permetterebbe di utilizzare piccoli razzi per raggiungere l'orbita. L'attrito dell'aria rende difficile realizzare un Maglev che possa entrare in orbita senza utilizzo di razzi, a meno di costruire la piattaforma di lancio su una montagna molto elevata come le cime della catena dell'Himalaya.
Durante il 2010 un nuovo Maglev, il JR-MAGLEV MXL02 che usa il sistema a sospensione elettrodinamica (EDS), ha ottenuto il record di 581,6 km/h su una corsa di test. Il 21 aprile 2015 un MagLev ha raggiunto i 603 km/h durante alcuni test in Giappone nella prefettura di Yamanashi, stabilendo il nuovo primato mondiale di velocità.

## Linee Maglev

### Passate e presenti

#### Europa
A Berlino Ovest la società M-Bahn costruì negli anni 1980 una linea Maglev da 1,6 km che collegava tre stazioni U-Bahn. Il test con traffico passeggeri partì nell'agosto 1989 e il servizio regolare nel giugno 1991. Dato che il traffico dei passeggeri si modificò dopo la caduta del muro di Berlino, la linea venne dismessa nel febbraio del 1992, smantellata e sostituita da una linea di metropolitana convenzionale.
Il primo sistema commerciale automatico basato su Maglev a bassa velocità fu quello sviluppato per collegare l'Aeroporto Internazionale di Birmingham con la stazione ferroviaria Birmingham International, operativo fra il 1984 e il 1995. Il tracciato era lungo 600 metri e il treno era sospeso a 15 millimetri dalle rotaie. Ha funzionato per undici anni, ma l'obsolescenza dell'elettronica ha reso il sistema non sicuro e quindi è stato sostituito da un sistema convenzionale.
Attualmente non esistono linee Maglev operanti in Europa.

#### Asia
Giappone
Il Giappone ha testato nella prefettura di Yamanashi un treno Maglev, il JR-Maglev, che ha raggiunto la velocità record di 603 km/h, la maggior velocità mai raggiunta da un convoglio terrestre. Il treno utilizza magneti superconduttori e sospensioni elettrodinamiche (al contrario, il Transrapid utilizza convenzionali elettromagneti e sospensioni elettromagnetiche di tipo attrattivo). Il "Superconducting Maglev Shinkansen" sviluppato dalla Central Japan Railway Co. e Kawasaki Heavy Industries è attualmente il treno più veloce del mondo e si pensa di impiegarlo in futuro sulla tratta fra Tokyo e Osaka.
Nel marzo 2005 è stata aperta al pubblico la linea Linimo a Nagoya, lunga 8,9 km e comprendente nove stazioni. La linea era parte delle attrazioni per l'Expo 2005 svoltosi a Nagoya, ed è poi rimasta in attività anche dopo la conclusione dell'evento. La linea ha un raggio operativo minimo di 75 metri e un'inclinazione di 6º. Il motore lineare a levitazione magnetica ha una velocità massima di 100 km/h e copre la tratta in 17 minuti, soste incluse.
Cina
Transrapid è una compagnia tedesca che ha sviluppato una linea di test a Emsland e ha costruito la prima linea commerciale ad alta velocità di maglev, la Shanghai Maglev Train a Shanghai in Cina nel 2002. Questa linea collega l'aeroporto internazionale di Shanghai, situato a Pudong, con la città. La linea è lunga 30 km e la massima velocità raggiunta è di 501 km/h. La cassa di questo veicolo è stato realizzato in Svizzera.
Il 31 dicembre 2000 il primo superconduttore ad alte temperature per Maglev è stato testato con successo nella Southwest Jiaotong University di Chengdu, in Cina. Il sistema si basa su superconduttori ad alta temperatura che vengono fatti levitare su magneti permanenti. Il carico era di 530 chilogrammi e la distanza dai magneti era di 20 millimetri. Il sistema utilizzava azoto liquido, un refrigerante molto economico per i superconduttori. Il 6 maggio 2016 è entrato in servizio il Maglev espresso di Changsha, la prima linea Maglev costruita con tecnologia cinese.
Corea del Sud
La linea Incheon Maglev connette sei stazioni nel Distretto di Jung a partire dall'Aeroporto Internazionale di Incheon, per una tratta da 6,1 km e una velocità di 110 km/h. I lavori sono iniziati il 30 settembre 2014 e finiti nel 2016.

#### America
Negli Stati Uniti d'America la Federal Transit Administration ha avviato il Urban Maglev Technology Demonstration program. Il programma ha lo scopo di progettare maglev a bassa velocità per utilizzo cittadino ed inizialmente è stata valutata la tecnologia della HSST. La FTA ha finanziato la General Atomics e la California University of Pennsylvania per lo sviluppo di una nuova generazione di maglev, il MagneMotion M3 e il Maglev2000 of Florida, entrambi basati su superconduttori EDS. Un altro progetto per un maglev urbano è il LEVX sviluppato nello stato di Washington, il Magplane sviluppato nel Massachusetts, e il progetto simile al sistema della HSST sviluppato dalla American Maglev Technology of Florida e dalla Old Dominion University in Virginia.
Il primo brevetto per la levitazione magnetica dei treni con un motore lineare è il US patent 3,470,828, rilasciato nell'ottobre del 1969 a James R. Powell e Gordon T. Danby. La tecnologia utilizzata è stata inventata da Eric Laithwaite, e descritta nel "Proceedings of the Institution of Electrical Engineers", vol. 112, 1965, pp. 2361–2375, con il titolo di "Electromagnetic Levitation" (levitazione magnetica). Laithwaite brevettò il motore lineare nel 1948.

### Proposte future

#### Asia
- La Cina sta valutando la possibilità di utilizzare il maglev per collegare le principali città, anche se il costo potrebbe rendere il progetto non realizzabile. Una linea Shanghai-Hangzhou è in fase di studio.
- In Giappone è stato deciso nel maggio 2011 di realizzare una linea a levitazione magnetica che collegherà Tokyo con Nagoya nel 2027 e quindi con Osaka nel 2040. Attualmente esiste un tracciato sperimentale nella prefettura di Yamanashi, che verrà integrato con la nuova linea una volta completata. Grazie alla nuova linea, del costo stimato di 9000 miliardi di yen, Tokyo e Nagoya saranno collegate in 40 minuti, e Tokyo e Osaka in 60 minuti.

#### Europa
- In Germania, a Monaco di Baviera, è in progetto un sistema a levitazione magnetica fra la stazione principale (sede di interconnessione con diverse linee metropolitane e linee di trasporto ferroviario locale) e l'aeroporto. È prevista la riduzione del tempo medio di collegamento dagli attuali 40 minuti a 10 minuti circa. Nell'atrio dell'aeroporto è presente un modello visitabile in scala reale del treno. Tale progetto potrebbe subire ritardi nella sua realizzazione a causa di un incidente avvenuto il 22 settembre 2006 durante un collaudo; il treno, che viaggiava a una velocità di circa 200 km/h ha investito un carrello per la manutenzione; il primo vagone, che trasportava una trentina di passeggeri, è andato completamente distrutto e 23 persone fra occupanti e personale della manutenzione sono rimaste uccise[5].
- Una linea Maglev nel Regno Unito è stata proposta nel 2005 per collegare Londra e Glasgow[6][7].
- In Svizzera è stato proposto lo Swissmetro, una linea ferroviaria sotterranea a levitazione magnetica. Secondo questo progetto il treno correrebbe in un tunnel nel vuoto, in modo da migliorare gli effetti aerodinamici, fino a una velocità massima di 500 km/h. È previsto un asse est-ovest da Ginevra a San Gallo e un asse nord-sud da Basilea a Bellinzona. Malgrado le sovvenzioni della Confederazione, le possibilità di vedere realizzato il progetto nel sottosuolo elvetico sono molto basse[8].
- In Italia ci sono state varie idee per aprire linee a levitazione magnetica.
I prototipi dei treni ad alta velocità furono costruiti e collaudati nell'ex aeroporto militare di Trapani-Milo, oggi sede di un Centro ricerche e della base “Luigi Broglio” dell'Agenzia spaziale italiana. Nella Biblioteca centrale della Regione Siciliana a Palermo, sono conservati i progetti Hyperloop, il mega tubo-galleria depressurizzato all’interno del quale corrono treni a levitazione magnetica con un modello embrionale chiamato IAP3. L’attività di ricerca era volta allo studio dell’’influenza delle dimensioni principali di un veicolo intubato di trasporto terrestre ultraveloce’. Ebbene, dagli studi del professore Lanzara e del suo team, nacquero un primo prototipo di convoglio che viaggiava su binari in calcestruzzo e che poteva trasportare solamente 3 persone grazie a dei cuscinetti ad aria e successivamente, con l’evolversi della ricerca, un secondo prototipo di treno a levitazione magnetica per il trasporto ad alta velocità, sperimentato nel 1973 all’interno dell’ex aeroporto militare di Trapani-Milo, che poteva trasportare fino a 20 persone e che poteva raggiungere i 400 km/h”.

Nell'aprile 2008 a Brescia il giornalista Andrew Spannaus, della Executive Intelligence Review, propose di cogliere l'occasione della futura Expo 2015 a Milano per iniziare una rivoluzione infrastrutturale in Lombardia, con la previsione di estenderla poi al resto d'Italia, a partire da una linea di trasporto a levitazione magnetica che collegasse l'aeroporto di Malpensa con le città di Milano, Bergamo e Brescia; la proposta non ha avuto sviluppi.
Nel marzo 2011 fu presentato da parte di Nicola Oliva, membro del Consiglio Comunale di Prato, a Enrico Rossi, presidente della Regione Toscana, la proposta di una linea a levitazione magnetica che collegherebbe in pochi minuti Firenze allo scalo aeroportuale di Pisa; l'obiettivo era di realizzare una linea che partisse da Prato, passasse per la stazione di Santa Maria Novella e l'aeroporto di Firenze, e giungesse fino all'aeroporto civile di Pisa. Il Maglev consentirebbe di collegare Firenze e Pisa in tempi assai più rapidi dagli attuali, passando dall'ora e quindici minuti di oggi ai venti minuti circa con il treno a levitazione magnetica, permettendo allo scalo aeroportuale pisano di espandere significativamente il proprio bacino di utenza e diventare il principale aeroporto civile della regione. In una seconda fase, la tratta verrebbe prolungata verso la costa tirrenica con in testa Livorno, ottenendo una piattaforma logistica integrata mare-ferro-aerea di importanza strategica per l'economia regionale toscana.

#### Altro
Unimodal ha proposto un sistema di trasporto personale basato su sospensioni Inductrack, il sistema proposto sarebbe in grado di raggiungere i 160 km/h in città.
Una proposta particolare di Maglev punta a realizzare dei tunnel interrati senza aria in modo da poter far viaggiare il treno senza doversi preoccupare dell'attrito dell'aria. Queste linee sarebbero in grado di utilizzare treni che viaggiano a velocità massime di 6000–8000 km/h e se costruite abbastanza in profondità potrebbero attraversare gli oceani. Senza un radicale miglioramento delle tecniche di perforazione, queste idee sono teoricamente fattibili, ma praticamente irrealizzabili.

## Record di velocità dei treni magnetici
- 1971 - Germania Est-90 km/h
- 1971 - Giappone-TR04-60 km/h
- 1972 - Giappone-
- 1973 - Giappone - TR04 - 250 km/h - (con equipaggio)
- 1974 - Giappone - EET-01 - 230 km/h - (senza equipaggio)
- 1975 - Germania Ovest - Komet - 401,3 km/h (propulso da un razzo a vapore) - (senza equipaggio)
- 1978 - Giappone - HSST01 - 307,8 km/h (propulso da razzi di supporto costruiti dalla Nissan)- (senza equipaggio)
- 1978 - Giappone - HSST02 - 110 km/h - (con equipaggio)
- 1979 - Giappone - ML500 - 517 km/h - (senza equipaggio) Primo treno a superare i 500 km/h
- 1987 - Germania Ovest - TR06 - 406 km/h - (con equipaggio)
- 1987 - Giappone - MLU001 - 400,8 km/h - (con equipaggio)
- 1988 - Giappone- TR-06 - 412,6 km/h - (con equipaggio)
- 1989 - Giappone - TR-07 - 436 km/h - (con equipaggio)
- 1993 - Germania - TR-07 - 450 km/h - (con equipaggio)
- 1994 - Giappone - MLU002N - 431 km/h - (senza equipaggio)
- 1997 - Giappone - MLX01 - 531 km/h - (con equipaggio)
- 1997 - Giappone - MLX01 - 550 km/h - (senza equipaggio)
- 1999 - Giappone - MLX01 - 548 km/h - (senza equipaggio)
- 1999 - Giappone - MLX01 - 552 km/h - (con equipaggio/Composizione di 5 vetture). Guinness authorization.
- 2003 - Germania - TR-08 - 501 km/h - (con equipaggio)
- 2003 - Giappone - MLX01 - 581 km/h - (con equipaggio/Composizione di 3 vetture)
- 2007 - Giappone - TR-08 - 592 km/h - (con equipaggio)
- 2008 - Giappone - MLX01 - 604 km/h - (con equipaggio)
- 2011 - Giappone - MLX01 - 620 km/h - (con equipaggio)
- 2012 - Giappone - MLX01 - 623 km/h - (con equipaggio)